# Вълчо Желев
Вълчо Динев Желев е български морски офицер, контраадмирал.

## Биография
Роден е на 23 февруари 1926 г. в с. Железник, Карнобатско, в семейството на Диньо Желев Тодоров и Слава Георгиева Тодорова. До четвърто отделение (начално образование) учи в родното си село, първи и втори прогимназиален клас – в съседното село Крумово градище, а третия прогимназиален клас продължава в съседното село Деветак, което има пълна прогимназия. След завършването на прогимназията през 1940 г., като добър ученик родителите му го изпращат да продължи образованието си в Карнобатската гимназия, която завършва през 1945 г.
Сключва граждански брак с Янка Тонева Желева на 27 октомври 1949 година. Родена е в с. Козаре, Карнобатско на 3 юни 1927 г. Завършила е Учителския институт в Бургас. Работила е като учителка, домакин в завод „Геоги Димитров“ – Бургас и в Метеорологическата служба на Военноморския флот, Варна.
Редовната си военна служба Вълчо Динев Желев отбива през 1946 – 1947 г. в редиците на 12-и мотострелкови полк в гр. Елхово. Първите години от службата му като офицер във Военноморския флот (ВМФ) са 1948 – 1954 г., като заместник-командващ по политическата част на подразделение. През 1952 г. завършва шестмесечен морски курс в Народното военноморско училище „Н. Й. Вапцаров“, Варна. На 15 септември 1954 г. започва следването си в Общовойскова военна академия „Г. С. Раковски“, София (1954 – 1957), успява да издейства изучаване на повече морска тактика за военноморските офицери и е награден със златен медал. Така свързва живота си с армията, но като изявен пацифист работи за мир и благоденствие в България и света. През времето изминава пътя до контраадмирал, член на Военния съвет на НРБ и началник на Политотдела на Военноморския флот.
В. Желев завършва едногодишен академичен строеви курс (1970) в Ленинград. За пръв път политически офицер от флота е изпратен на такъв отговорен курс за висши строеви командири. Академичният курс в Ленинград е венец на неговата морска подготовка.
През есента на 1972 г. се завръща във Варна като заместник-началник на Политотдела на ВМФ. След 3 години става началник на Политотдела, което е най-висшата партийно-политическа длъжност във военноморските сили на НРБ. За пръв път морски политически офицер заема тази длъжност (дотогава на тази длъжност се назначават офицери от СССР). След още 3 години (1978) получава званието контраадмирал и по такъв начин извървява дългия път от войник до генерал.
Длъжността началник на политическия отдел на флота изпълнява в продължение на 13 години. От него в най-голяма степен зависи ефективността на работата на политотдела, а оттук и състоянието на цялата работа във флота. Тя е обширна и разнообразна – от дипломатически посещения на високо ниво, поддържане на боеспособността, чрез международни учения и подновяване на военната техника, до контрол на културно-масовата работа с личния състав и художествената самодейност в поделенията, организиране на спортни състезания и осигуряване на матроския състав с вестници и списания. По онова време В. Желев описва в пътеписи някои от посещенията си в Камбоджа, Лаос, Виетнам и Куба.
Непосредствено отговаря и за дейността на Военния съвет на ВМФ, в който влизат, освен командващия на флота, и неговите заместници и първите секретари на окръжните комитети на БКП в Варна и Бургас. Във Военния съвет се обсъждат и вземат решения по най-кардиналните въпроси на флота. През 1982 г. взема участие в подготовката и осъществяването на най-мащабното оперативно-стратегическо учение на Варшавския пакт „Щит – 82“. Кулминацията на учението е на територията на Източна България под командването на съветския маршал Виктор Куликов (главнокомандващ Обединените въоръжени сили на ОВД) и армейски генерал Добри Джуров (министър на народната отбрана).
Отделя внимание на изучаването и популяризирането на военноморската история на страната чрез развитие на музейното дело във Варна. Делегат е на конгреси на БКП.
В. Желев е награден с много военни и дипломатически отличия в България, СССР, ГДР, Полша, Виетнам, Куба и др. Носител е на орден „Народна република България“, първа и втора степен. Съавтор е на „История на българския военноморски флот“, Военно издателство, 1989 г., колективен труд на адмиралите Добрев, Ив., Янакиев, В. и Желев, В.
Приключва земния си път във Варна на 14 ноември 2010 г.